# AKG 191–200 und 431–440
Die Straßenbahnwagen mit den Nummern AKG 191–200 und 431–440 waren vierachsige Triebwagen mit Maximum-Drehgestellen, die zwischen 1908 und 1961 bei der Straßenbahn Aachen eingesetzt wurden. Sie wurden 1908 und 1910 in zwei Serien à zehn Stück von den Waggonfabriken Herbrand und Talbot an die Aachener Kleinbahn-Gesellschaft (AKG) geliefert.

## Geschichte
Mit der umfangreichen Erweiterung ihres Landnetzes in den Jahren ab 1906 benötigte die AKG weitere Triebwagen. Bis 1908 kamen 42 Triebwagen und 40 Beiwagen zusätzlich in den Bestand. Für die 1906 eröffnete neue Linie zwischen Aachen und Eupen, die in Seitenlage zur Landstraße auf eigenem Bahnkörper angelegt war und höhere Geschwindigkeiten als bislang im Aachener Netz ermöglichte, wurden besonders komfortable und großräumige Fahrzeuge in Form von zehn mit Maximum-Drehgestellen ausgerüsteten Vierachsern bei der Kölner Waggonfabrik Herbrand beschafft. Die Triebwagen erhielten in Aachen den Spitznamen „Zeppelinwagen“. Im Unterschied zu den älteren Fahrzeugserien erhielten die neuen Triebwagen von Beginn an geschlossene Plattformen und Zielschildkästen. Da sich die Vierachser auf der Eupener Strecke bewährten, bestellte die AKG eine weitere Serie von zehn Triebwagen. Diese kamen mit geringfügigen Bauartunterschieden 1910 nunmehr von der ortsansässigen Firma Talbot.
Eingesetzt wurden die Wagen vorwiegend auf den Fernlinien des Aachener Netzes. Neben der Strecke nach Eupen bedienten die Wagen auch die Strecken in Richtung Mariadorf und Bardenberg. 1919 kam infolge des Versailler Vertrags das Gebiet von Eupen-Malmedy unter belgische Verwaltung. Zunächst konnte die AKG noch die Straßenbahn nach Eupen durchgehend befahren, musste aber 1923 ihre Strecken rund um Eupen an die belgische SNCV abtreten, einschließlich der darauf eingesetzten Fahrzeuge. Die fünf in Eynatten stationierten Maximum-Wagen der Serie von Herbrand kamen damit 1923 zur SNCV, die sie mit den Nummern 9683 bis 9687 in ihren Bestand aufnahm und weiterhin auf ihren Stammstrecken rund um Eupen einsetzte. Ein durchgehender Verkehr nach Aachen war nicht mehr möglich, am Grenzübergang Köpfchen mussten die Fahrgäste zwischen den Maximum-Triebwagen der beiden Verkehrsunternehmen umsteigen. Die in Aachen verbliebenen Wagen wurden vor allem auf den Linien 1 nach Haaren, 15 nach Mariadorf/Alsdorf und 16 nach Bardenberg eingesetzt, ebenso aber auch weiterhin auf dem von den Linien 14 und 24 bedienten Restabschnitt der Eupener Strecke.
1940 annektierte das Großdeutsche Reich nach dem erfolgreichen Westfeldzug die belgischen Ostkantone und Eupen kam zurück unter deutsche Verwaltung. Die AKG übernahm wieder ihr früheres Eupener Netz und damit auch die fünf dort eingesetzten Maximum-Triebwagen. Da für die wieder durchgehende Linie 24 neuere Triebwagen der SNCV eingesetzt wurden, kamen die Zeppelinwagen auf den Nebenstrecken des Eupener Netzes nach Herbesthal und Raeren zum Einsatz. Die 1942 aus der AKG hervorgegangene ASEAG führte ein neues Nummernsystem ein. Die erste Ziffer stand dabei für den Motortyp, so dass viele Triebwagen der ASEAG teils mehrfach ihre Nummer wechselten. Die Herbrand-Maximum-Triebwagen wurden in die Betriebsnummern 1209 bis 1218 umgezeichnet. Umbauten und neue, stärkere Motoren führten dazu, dass die Triebwagen zuletzt die Nummern 6209 bis 6218 aufwiesen. Die Talbot-Wagen bekamen aufgrund ihrer inzwischen durch Motortausche unterschiedlichen Motorleistungen die Nummern 5219 bis 5228, die teils bald auf Nummern zwischen 6219 und 6228 geändert wurden. Nur ein Teil der Triebwagen behielt seine ersten ASEAG-Nummern bis zur Ausmusterung.
Im Herbst 1944 endete infolge des Vorrückens der Alliierten der Straßenbahnbetrieb im Raum Aachen und das Eupener Netz kam wieder zur SNCV. Vier der inzwischen über 40 Jahre alten Maximum-Triebwagen verblieben erneut bei der SNCV, wovon nach der Einstellung der meisten Eupener SNCV-Strecken 1954 drei zur ASEAG zurückkehrten. Zwei Triebwagen musste die ASEAG als Kriegsverlust abbuchen. Die übrigen Triebwagen bedienten nach dem Krieg zunächst wieder die inzwischen mit den Nummern 1, 11 und 21 bezeichneten Linien nach Haaren, Mariadorf und Bardenberg sowie im Stadtnetz die Linie 5 zum Trierer Platz. 1953 legte die ASEAG die Strecken von Haaren nach Mariadorf und Bardenberg still. Von den Anfang der 1950er Jahre geringfügig mit Schienenbremsen, neuen Fronten, geänderten Fensteraufteilungen und Schiebetüren modernisierten Zeppelinwagen kamen nun sieben Fahrzeuge zum Depot Eschweiler, um von dort die Stolberger Linie 8 zwischen Stolberg Hbf und Zweifall mit einem Planbedarf von sechs Umläufen zu bedienen. Im Aachener Stadtnetz bedienten die im Depot Aachen verbliebenen Triebwagen ab 1956 die Linien 4/14 zwischen Theater und Köpfchen. Mit der Einstellung der Linien 8 und 4/14 in den Jahren 1959/60 verloren die Triebwagen ihr Einsatzgebiet und wurden, da sie auch technisch nicht mehr den Anforderungen der BOStrab entsprachen, ausgemustert. Bis Oktober 1961 blieben noch zwei Triebwagen im Dienst, die vom Depot Brand aus einen Restbetrieb auf dem Abschnitt zwischen Stolberg Markt und Zweifall während der Hauptverkehrszeiten bedienten.

## Technik
Die Maximum-Triebwagen besaßen einen eisernen Rahmen, der Aufbau bestand aus einem Gerippe aus Eichenholz, die Seitenwände wurden durch diagonale Flacheisen verstärkt. Im Unterschied zur ersten Generation Aachener Straßenbahnwagen erhielten die ab 1906 gelieferten Fahrzeuge bereits ab Werk geschlossene Plattformen mit Falttüren. Letztere wurden in den 1950er Jahren durch Schiebetüren ersetzt. Das Laternendach wurde als Schleppdach über die Führerstände gezogen und erhielt integrierte Zielschildkästen, ein für alle Aachener Straßenbahnen dieser Zeit typisches Merkmal. Die Maximum-Drehgestelle bestanden aus Flacheisen mit zwischengenieteten Querträgern und Diagonalverstrebungen. Die in den Rahmen integrierten langen Blattfedern stützten sich gegen die Kastenquerträger ab und verhinderten das Entgleisen der Lenkachsen, die jeweils nur zu einem Viertel belastet wurden – die Hauptlast trugen die Antriebsachsen. Über den Achslagern waren außerdem Spiralfedern angebracht. Diese Konstruktion sorgte auf dem kurvigen Aachener Streckennetz für eine größere Laufruhe und reduzierte Lärmentwicklung und Verschleiß. Auffällig war die asymmetrische Fensteraufteilung, auf jeder Seite befanden sich drei schmale und drei breite Fenster in der Reihung Schmal-breit-schmal-breit-breit-schmal. Zwischen den Drehgestellen besaßen die Fahrzeuge Gepäckkästen, die bei der Modernisierung in den 1950er Jahren entfernt wurden. Die 1908 gelieferte Serie erhielt zunächst noch Stangenstromabnehmer, 1910 wurde das Aachener Netz dann auf Bügelstromabnehmer umgestellt. Diese waren bei den Zeppelinwagen zunächst als Lyrabügel ausgeführt, in den 1930er Jahren wurden diese dann durch Scherenstromabnehmer ersetzt.
Anfang der 1950er Jahre wurden die meisten Zeppelinwagen einer leichten Modernisierung unterzogen, wobei zwei sich lediglich in Details wie etwa unterschiedlich tiefen Seitenschürzen unterscheidende Varianten entstanden. Sie erhielten eine neue Frontschürze, die die Wagen etwas bulliger wirken ließ, außerdem wurde die Seitenverblechung etwas tiefer gezogen, nachdem die Gepäckkästen zwischen den Drehgestellen entfernt worden waren. Die alten Falttüren wurden durch Schiebetüren ersetzt und die Fenstereinteilung vereinheitlicht sowie die bislang oben ausgerundeten Fenster in eckige umgebaut. Im Innenraum wurden die bislang vorhandenen Längsbänke durch Quersitze ersetzt, die teils gepolstert waren und teilweise aus Durofol oder Holzlatten bestanden. Auch die 1954 von der SNCV zurückgekehrten Wagen erhielten diese Modernisierung. Technisch erhielten die Fahrzeuge stärkere Motoren und Schienenbremsen.